# 一千零一網：網際網路WWW發明人的思想構圖
《一千零一網：網際網路WWW發明人的思想構圖》（英語：Weaving the Web: The Original Design and Ultimate Destiny of the World Wide Web by its inventor）（1999年），是由提姆·柏內茲-李撰寫的書籍，描述了全球資訊網如何創造以及他在其中的角色。這是柏內茲-李所寫的唯一一本書。

## 外部連結
- Weaving the Web （页面存档备份，存于）